# Oriole de Jamaïque
Icterus leucopteryx
Espèce
Statut de conservation UICN

 LC  : Préoccupation mineure
L’Oriole de Jamaïque (Icterus leucopteryx) est une espèce d'oiseau de la famille des ictéridés qu’on retrouve dans les Antilles.

## Systématique
Trois sous-espèces sont reconnues :
- I. l. bairdi Cory, 1886 ; la sous-espèce de l’île de Grand Cayman, probablement éteinte ;
- I. l. lawrencii Cory, 1887 ; la sous-espèce de l’île de San Andres ;
- I. l. leucopteryx (Wagler, 1827) ; la sous-espèce de Jamaïque.

## Habitat
Cet oriole fréquente divers types de forêts ainsi que les jardins.  On le voit rarement dans la mangrove.

## Nidification
En Jamaïque, la saison de nidification s’étend du mois de mars au mois d’août.  Le nid est un panier tissé de fibres végétales et est suspendu à partir de deux points, un peu comme un hamac.  Les œufs sont au nombre de 3 à 5.